# Eucarpia taiensis
Eucarpia taiensis är en insektsart som beskrevs av Van Stalle 1984. Eucarpia taiensis ingår i släktet Eucarpia och familjen kilstritar. Inga underarter finns listade i Catalogue of Life.